# Impromptu (Tailleferre)
Pour les articles homonymes, voir Impromptu.
L'Impromptu est une œuvre pour piano de la compositrice française Germaine Tailleferre, écrit en 1912.

## Contexte et création
Germaine Tailleferre compose son Impromptu en 1912 et le dédie à « Madame Maurice Marquer »,. L'œuvre est publiée la même année par Jobert. Elle est notamment jouée en concert en 2013, puis en 2014.
Impromptu est en mi majeur, allegro. Dans la partition, Guy Sacre relève ses pages à l'« élan heureux, [au] pianisme agile, ces festons de croches à 
, ces modulations charmeuses ».

## Discographie sélective
- Germaine Tailleferre : Œuvres pour piano, Cristina Ariagno (piano), Timpani 1C1074, 2003.
- Germaine Tailleferre: Her Piano Works, Revived. 1, Nicolas Horvath (piano), Grand Piano GP891, 2022[4].
- The Flower of France (La Fleur de France) – Germaine Tailleferre Piano Works, Quynh Nguyen (en) (piano), Music & Arts MACD1306, 2023.